# Dofí de l'Irauadi
El dofí de l'Irauadi o cap d'olla de l'Irauadi (Orcaella brevirostris) és una espècie de cetaci del sud-est asiàtic. És un tipus de dofí oceànic eurihalí que viu en subpoblacions discontínues a prop de les costes, als estuaris i als rius des del Golf de Bengala fins a les Filipines. Aquests dofins assoleixen la maduresa sexual a entre els set i nou anys.